# Salih Sadir
Salih Sadir, född 21 augusti 1981 i Najaf, är en irakisk fotbollsspelare som sedan 2015 spelar för al-Talaba. Sedan 2002 spelar han även i Iraks landslag där han har gjort över 50 landskamper. Under sin karriär har Sadir bland annat spelat för Zamalek, Dohuk och al-Zawraa.
För det irakiska landslaget var han med när landet vann Asiatiska mästerskapet för första gången, 2007. Han spelade även Confederations Cup 2009.